# Grafmonument van de familie Visser
Het grafmonument van de familie Visser op de Rooms-katholieke begraafplaats Sint Martinuskerk in de Nederlandse stad Sneek is een rijksmonument.

## Achtergrond
Het grafmonument werd opgericht voor Maria Josephine Visser-Brenninkmeijer (1832-1892), die overleed in het jaar dat de begraafplaats werd aangelegd. Zij was getrouwd met de koopman Reignerus Josephus Visser (1830-1906). Later werden ook familieleden bijgezet.

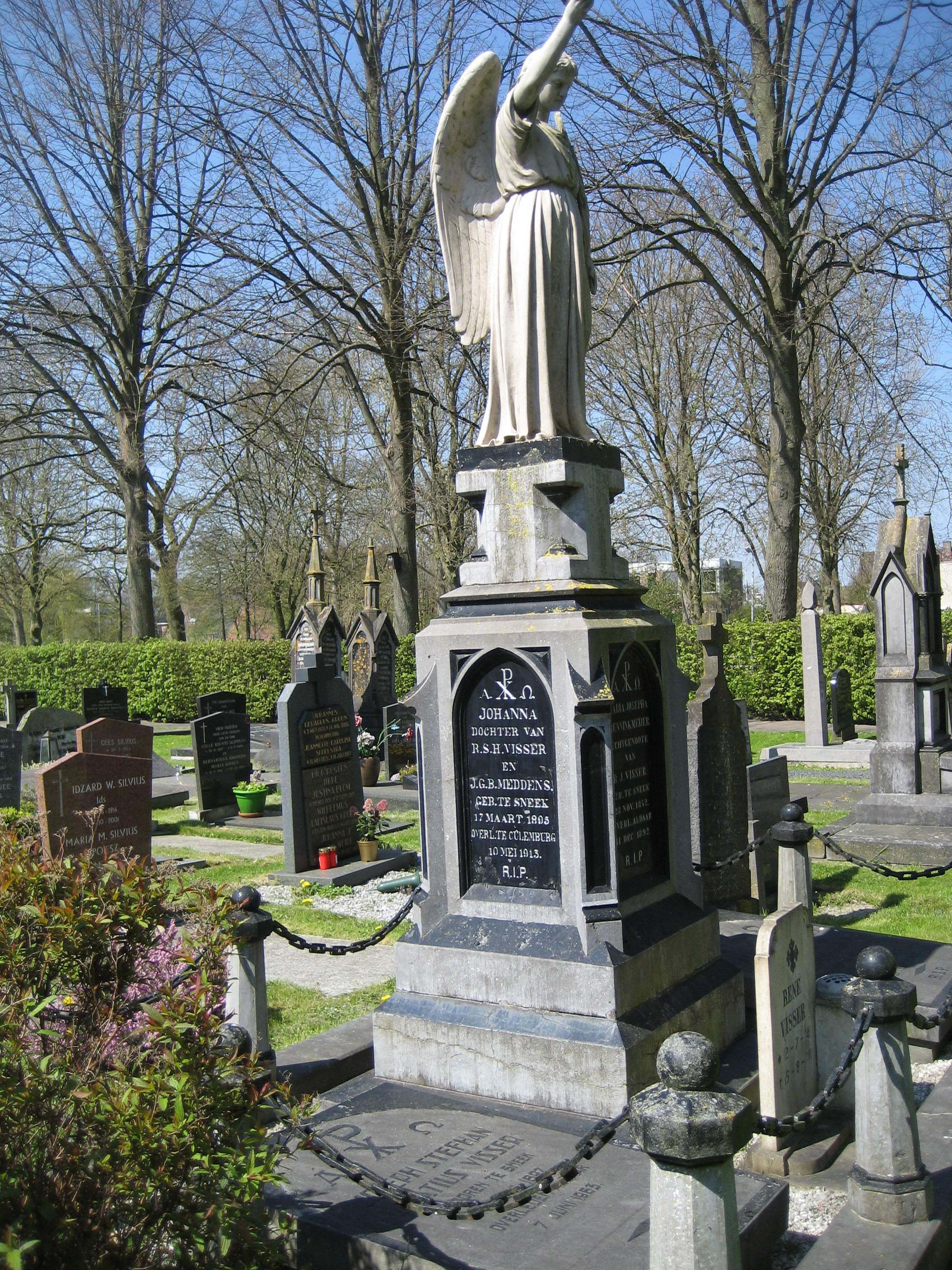
Zijaanzicht

## Beschrijving
Het monument bestaat uit een beeld van een staande engel met vleugels, gekleed in een gedrapeerd gewaad. De engel houdt de rechterhand geheven en in de linkerhand een palmtak. Het beeld staat op een hoge natuurstenen sokkel met neogotische elementen. 
Aan de voorzijde staat onder een christusmonogram, vergezeld van de Alfa en Omega, het opschrift: 

MARIA JOSEPHA
BRENNINKMEIJER
ECHTGENOOTE
VAN
R.J. VISSER :
GEB. TE SNEEK
28 NOV. 1832.
OVERL. ALDAAR
11 DEC. 1892.
R.I.P. 

## Waardering
Het grafmonument werd in 2000 in het Monumentenregister opgenomen, het is "van algemeen cultuurhistorisch belang: vanwege de esthetische kwaliteiten van het ontwerp; vanwege het materiaal en de ornamentiek; als onderdeel van een groter geheel dat cultuurhistorisch van nationaal belang is; vanwege de gaafheid; in relatie tot de visuele gaafheid van het complex".